# Pandemia di COVID-19 in Uruguay
Il primo caso della pandemia di COVID-19 in Uruguay è stato confermato il 13 marzo 2020 dal Ministero della sanità pubblica, con i primi pochi casi arrivati dall'Italia e Spagna.
La maggior parte dei primi casi è stata ricondotta a un matrimonio con 500 invitati a Montevideo, dove ha partecipato uno stilista uruguaiano di ritorno dalla Spagna che in seguito è risultato positivo. A metà marzo sono state introdotte varie misure di contenimento e alla fine di marzo sono seguite importanti restrizioni alla circolazione.
L'Uruguay è uno dei pochi Paesi dell'America Latina ad essere stato in grado di evitare grandi epidemie per un periodo di tempo considerevole grazie a test intensivi. Il paese ha registrato uno dei numeri più bassi di casi attivi per popolazione in Sud America fino a dicembre 2020, quando le autorità sanitarie pubbliche hanno annunciato che grandi focolai avevano portato alla trasmissione comunitaria a Montevideo. Il 23 gennaio 2021, il presidente Lacalle Pou ha annunciato in una conferenza stampa che il governo ha acquistato dosi di vaccini anti COVID-19 da Pfizer e Sinovac, e che stava negoziando con un terzo.
Il 5 maggio 2023, l'Organizzazione mondiale della sanità dichiara ufficialmente la fine della pandemia.

## Antefatti
Il 12 gennaio 2020, l'Organizzazione mondiale della sanità (OMS) ha confermato che un nuovo coronavirus era la causa di una malattia respiratoria in un gruppo di persone nella città di Wuhan, nella provincia cinese di Hubei, dato che è stato riferito all'OMS il 31 dicembre 2019.
Il tasso di mortalità per COVID-19 è stato molto più basso della SARS del 2003, ma la trasmissione è stata significativamente maggiore, portando ad un bilancio totale delle vittime più alto.

## Diffusione della pandemia
I primi quattro casi, tutti importati, sono stati segnalati il 13 marzo. Uno di loro aveva partecipato a un matrimonio con 500 persone, e altri due avevano fatto un viaggio in autobus di sei ore da Montevideo a Salto. Alcuni degli altri passeggeri di questa corsa sono stati contattati dalle autorità e tutti in seguito hanno sviluppato dei sintomi.
Il 14 marzo, è stato annunciato che i due pazienti che hanno preso il bus l'8 marzo avevano avuto circa 200 contatti, classificati come casi sospetti e ai quali è stata raccomandata la quarantena presso la propria abitazione.
La trasmissione a livello locale si è verificata con due casi non importati segnalati il 15 marzo che hanno mostrato sintomi lievi di COVID-19. Nei giorni precedenti, nei porti aerei e marittimi in Uruguay, erano stati analizzati ed esclusi oltre 60 casi sospetti. Si ritiene che l'arrivo relativamente tardivo dei casi COVID-19 in Uruguay sia legato, tra l'altro, alle scarse connessioni aeree dirette del paese con i paesi più colpiti dal virus: Cina, Germania, Italia settentrionale, Iran e Corea del Sud.
Il 15 marzo un medico che lavora in due istituti medici è risultato positivo. Sono stati contattati sia i pazienti che lo avevano visitato che i membri del team medico.
Il 16 marzo, è stato annunciato che una delle persone contagiate era presente alle nozze in Paraguay e più tardi, venerdì 6 marzo, era andata a una riunione pre-partita della squadra di calcio della Prima Divisione uruguaiana, che ha generato almeno 20 contatti sospetti.
Il 17 marzo si è appreso che altri partecipanti al matrimonio, tre studenti di un'università privata che fino ad allora avevano frequentato corsi in presenza, si erano dimostrati positivi per il coronavirus. Ai loro compagni di classe fu chiesto di mettersi in quarantena.
Dei primi 29 casi confermati, 26 erano nella capitale di Montevideo, che ospita circa un terzo della popolazione del paese. Due casi erano a Salto e uno a Maldonado. Nove casi sono stati importati e i restanti venti sono stati trasmessi da uno dei casi confermati. Molti di questi primi casi erano legati al matrimonio che si era tenuto il 7 marzo a Carrasco dove erano presenti 500 persone, e al quale ha partecipato un rimpatriato dalla Spagna che in seguito ha sviluppato sintomi ed è risultato positivo per COVID-19. Dei primi 55 casi del paese, 44 avevano partecipato al matrimonio. Il passeggero di ritorno dalla Spagna in seguito disse: "Ho chiesto se ci fossero misure all'aeroporto perché stavo venendo dall'Europa e hanno detto di no".
Il medico uruguaiano Martín Stryjewski ha affermato che è necessario un "cambiamento culturale". In Uruguay è prassi comune salutare le persone con un bacio sulla guancia; Stryjewski ha raccomandato alle persone di salutarsi senza toccarsi, di evitare di condividere la  maté  (una bevanda uruguaiana che viene tradizionalmente bevuta in comunità, condividendo la cannuccia) e di usare candeggina diluita per pulire le superfici che si toccano frequentemente.
All'inizio di aprile, è stato scoperto un focolaio presso l'ospedale Vilardebó, che è stato chiuso e messo in quarantena.

## Andamento contagi
| Data | Data       |  | Numero di casi | Numero di morti |
| --- | ---------- |  | -------------- | --------------- |
| 13-03-2020 | 13-03-2020 |  | 4(N.D.)        | 0(N.D.)         |
| 14-03-2020 | 14-03-2020 |  | 6(+50%)        | 0(N.D.)         |
| 15-03-2020 | 15-03-2020 |  | 8(+33%)        | 0(N.D.)         |
| 16-03-2020 | 16-03-2020 |  | 29(+262%)      | 0(N.D.)         |
| 17-03-2020 | 17-03-2020 |  | 50(+72%)       | 0(N.D.)         |
| 18-03-2020 | 18-03-2020 |  | 79(+58%)       | 0(N.D.)         |
| 19-03-2020 | 19-03-2020 |  | 94(+19%)       | 0(N.D.)         |
| 20-03-2020 | 20-03-2020 |  | 110(+17%)      | 0(N.D.)         |
| 21-03-2020 | 21-03-2020 |  | 135(+23%)      | 0(N.D.)         |
| 22-03-2020 | 22-03-2020 |  | 158(+17%)      | 0(N.D.)         |
| 23-03-2020 | 23-03-2020 |  | 162(+2,5%)     | 0(N.D.)         |
| 24-03-2020 | 24-03-2020 |  | 189(+17%)      | 0(N.D.)         |
| 25-03-2020 | 25-03-2020 |  | 217(+15%)      | 0(N.D.)         |
| 26-03-2020 | 26-03-2020 |  | 238(+9,7%)     | 0(N.D.)         |
| 27-03-2020 | 27-03-2020 |  | 274(+15%)      | 0(N.D.)         |
| 28-03-2020 | 28-03-2020 |  | 304(+11%)      | 1(N.D.)         |
| 29-03-2020 | 29-03-2020 |  | 309(+1,6%)     | 1(=)            |
| 30-03-2020 | 30-03-2020 |  | 320(+3,6%)     | 1(=)            |
| 31-03-2020 | 31-03-2020 |  | 338(+5,6%)     | 1(=)            |
| 01-04-2020 | 01-04-2020 |  | 350(+3,6%)     | 2(+100%)        |
| 02-04-2020 | 02-04-2020 |  | 369(+5,4%)     | 4(+100%)        |
| 03-04-2020 | 03-04-2020 |  | 386(+4,6%)     | 4(=)            |
| 04-04-2020 | 04-04-2020 |  | 400(+3,6%)     | 5(+25%)         |
| 05-04-2020 | 05-04-2020 |  | 406(+1,5%)     | 6(+20%)         |
| 06-04-2020 | 06-04-2020 |  | 415(+2,2%)     | 6(=)            |
| 07-04-2020 | 07-04-2020 |  | 424(+2,2%)     | 7(+17%)         |
| 08-04-2020 | 08-04-2020 |  | 456(+7,5%)     | 7(=)            |
| 09-04-2020 | 09-04-2020 |  | 473(+3,7%)     | 7(=)            |
| 10-04-2020 | 10-04-2020 |  | 494(+4,4%)     | 7(=)            |
| 11-04-2020 | 11-04-2020 |  | 501(+1,4%)     | 7(=)            |
| 12-04-2020 | 12-04-2020 |  | 480(−4,2%)     | 7(=)            |
| 13-04-2020 | 13-04-2020 |  | 483(+0,62%)    | 8(+14%)         |
| 14-04-2020 | 14-04-2020 |  | 492(+1,9%)     | 8(=)            |
| 15-04-2020 | 15-04-2020 |  | 493(+0,2%)     | 9(+12%)         |
| 16-04-2020 | 16-04-2020 |  | 502(+1,8%)     | 9(=)            |
| 17-04-2020 | 17-04-2020 |  | 508(+1,2%)     | 9(=)            |
| 18-04-2020 | 18-04-2020 |  | 517(+1,8%)     | 9(=)            |
| 19-04-2020 | 19-04-2020 |  | 528(+2,1%)     | 10(+11%)        |
| 20-04-2020 | 20-04-2020 |  | 535(+1,3%)     | 10(=)           |
| 21-04-2020 | 21-04-2020 |  | 543(+1,5%)     | 12(+20%)        |
| 22-04-2020 | 22-04-2020 |  | 549(+1,1%)     | 12(=)           |
| 23-04-2020 | 23-04-2020 |  | 557(+1,5%)     | 12(=)           |
| 24-04-2020 | 24-04-2020 |  | 563(+1,1%)     | 12(=)           |
| 25-04-2020 | 25-04-2020 |  | 596(+5,9%)     | 14(+17%)        |
| 26-04-2020 | 26-04-2020 |  | 606(+1,7%)     | 15(+7,1%)       |
| 27-04-2020 | 27-04-2020 |  | 620(+2,3%)     | 15(=)           |
| 28-04-2020 | 28-04-2020 |  | 625(+0,81%)    | 15(=)           |
| 29-04-2020 | 29-04-2020 |  | 630(+0,8%)     | 15(=)           |
| 30-04-2020 | 30-04-2020 |  | 643(+2,1%)     | 17(+13%)        |
| 01-05-2020 | 01-05-2020 |  | 648(+0,78%)    | 17(=)           |
| 02-05-2020 | 02-05-2020 |  | 652(+0,62%)    | 17(=)           |
| 03-05-2020 | 03-05-2020 |  | 655(+0,46%)    | 17(=)           |
| 04-05-2020 | 04-05-2020 |  | 657(+0,31%)    | 17(=)           |
| 05-05-2020 | 05-05-2020 |  | 670(+2%)       | 17(=)           |
| 06-05-2020 | 06-05-2020 |  | 673(+0,45%)    | 17(=)           |
| 07-05-2020 | 07-05-2020 |  | 684(+1,6%)     | 17(=)           |
| 08-05-2020 | 08-05-2020 |  | 694(+1,5%)     | 18(+5,9%)       |
| 09-05-2020 | 09-05-2020 |  | 702(+1,2%)     | 18(=)           |
| 10-05-2020 | 10-05-2020 |  | 707(+0,71%)    | 19(+5,6%)       |
| 11-05-2020 | 11-05-2020 |  | 711(+0,57%)    | 19(=)           |
| 12-05-2020 | 12-05-2020 |  | 717(+0,84%)    | 19(=)           |
| 13-05-2020 | 13-05-2020 |  | 719(+0,28%)    | 19(=)           |
| 14-05-2020 | 14-05-2020 |  | 724(+0,7%)     | 19(=)           |
| 15-05-2020 | 15-05-2020 |  | 732(+1,1%)     | 19(=)           |
| 16-05-2020 | 16-05-2020 |  | 733(+0,14%)    | 19(=)           |
| 17-05-2020 | 17-05-2020 |  | 734(+0,14%)    | 20(+5,3%)       |
| 18-05-2020 | 18-05-2020 |  | 737(+0,41%)    | 20(=)           |
| 19-05-2020 | 19-05-2020 |  | 738(+0,14%)    | 20(=)           |
| 20-05-2020 | 20-05-2020 |  | 746(+1,1%)     | 20(=)           |
| 21-05-2020 | 21-05-2020 |  | 749(+0,4%)     | 20(=)           |
| 22-05-2020 | 22-05-2020 |  | 753(+0,53%)    | 20(=)           |
| 23-05-2020 | 23-05-2020 |  | 764(+1,5%)     | 22(+10%)        |
| 24-05-2020 | 24-05-2020 |  | 769(+0,65%)    | 22(=)           |
| 25-05-2020 | 25-05-2020 |  | 787(+2,3%)     | 22(=)           |
| 26-05-2020 | 26-05-2020 |  | 789(+0,25%)    | 22(=)           |
| 27-05-2020 | 27-05-2020 |  | 803(+1,8%)     | 22(=)           |
| 28-05-2020 | 28-05-2020 |  | 811(+1%)       | 22(=)           |
| 29-05-2020 | 29-05-2020 |  | 816(+0,62%)    | 22(=)           |
| 30-05-2020 | 30-05-2020 |  | 821(+0,61%)    | 22(=)           |
| 31-05-2020 | 31-05-2020 |  | 823(+0,24%)    | 22(=)           |
| 01-06-2020 | 01-06-2020 |  | 825(+0,24%)    | 23(+4,5%)       |
| 02-06-2020 | 02-06-2020 |  | 826(+0,12%)    | 23(=)           |
| 03-06-2020 | 03-06-2020 |  | 828(+0,24%)    | 23(=)           |
| 04-06-2020 | 04-06-2020 |  | 832(+0,48%)    | 23(=)           |
| 05-06-2020 | 05-06-2020 |  | 834(+0,24%)    | 23(=)           |
| 06-06-2020 | 06-06-2020 |  | 845(+1,3%)     | 23(=)           |
| 07-06-2020 | 07-06-2020 |  | 845(=)         | 23(=)           |
| 08-06-2020 | 08-06-2020 |  | 845(=)         | 23(=)           |
| 09-06-2020 | 09-06-2020 |  | 846(+0,12%)    | 23(=)           |
| 10-06-2020 | 10-06-2020 |  | 847(+0,12%)    | 23(=)           |
| 11-06-2020 | 11-06-2020 |  | 847(=)         | 23(=)           |
| 12-06-2020 | 12-06-2020 |  | 847(=)         | 23(=)           |
| 13-06-2020 | 13-06-2020 |  | 847(=)         | 23(=)           |
| 14-06-2020 | 14-06-2020 |  | 848(+0,12%)    | 23(=)           |
| 15-06-2020 | 15-06-2020 |  | 848(=)         | 23(=)           |
| 16-06-2020 | 16-06-2020 |  | 849(+0,12%)    | 24(+4,3%)       |
| 17-06-2020 | 17-06-2020 |  | 849(=)         | 24(=)           |
| 18-06-2020 | 18-06-2020 |  | 850(+0,12%)    | 24(=)           |
| 19-06-2020 | 19-06-2020 |  | 853(+0,35%)    | 24(=)           |
| 20-06-2020 | 20-06-2020 |  | 859(+0,7%)     | 25(+4,2%)       |
| 21-06-2020 | 21-06-2020 |  | 876(+2%)       | 25(=)           |
| 22-06-2020 | 22-06-2020 |  | 882(+0,68%)    | 25(=)           |
| 23-06-2020 | 23-06-2020 |  | 885(+0,34%)    | 25(=)           |
| 24-06-2020 | 24-06-2020 |  | 902(+1,9%)     | 26(+4%)         |
| 25-06-2020 | 25-06-2020 |  | 907(+0,55%)    | 26(=)           |
| 26-06-2020 | 26-06-2020 |  | 919(+1,3%)     | 26(=)           |
| 27-06-2020 | 27-06-2020 |  | 924(+0,54%)    | 26(=)           |
| 28-06-2020 | 28-06-2020 |  | 929(+0,54%)    | 27(+3,8%)       |
| 29-06-2020 | 29-06-2020 |  | 932(+0,32%)    | 27(=)           |
| 30-06-2020 | 30-06-2020 |  | 936(+0,43%)    | 27(=)           |
| 01-07-2020 | 01-07-2020 |  | 943(+0,75%)    | 28(+3,7%)       |
| 02-07-2020 | 02-07-2020 |  | 947(+0,42%)    | 28(=)           |
| 03-07-2020 | 03-07-2020 |  | 952(+0,53%)    | 28(=)           |
| 04-07-2020 | 04-07-2020 |  | 955(+0,32%)    | 28(=)           |
| 05-07-2020 | 05-07-2020 |  | 956(+0,1%)     | 28(=)           |
| 06-07-2020 | 06-07-2020 |  | 960(+0,42%)    | 29(+3,6%)       |
| 07-07-2020 | 07-07-2020 |  | 965(+0,52%)    | 29(=)           |
| 08-07-2020 | 08-07-2020 |  | 974(+0,93%)    | 29(=)           |
| 09-07-2020 | 09-07-2020 |  | 977(+0,31%)    | 29(=)           |
| 10-07-2020 | 10-07-2020 |  | 985(+0,82%)    | 29(=)           |
| 11-07-2020 | 11-07-2020 |  | 986(+0,1%)     | 30(+3,4%)       |
| 12-07-2020 | 12-07-2020 |  | 987(+0,1%)     | 31(+3,3%)       |
| 13-07-2020 | 13-07-2020 |  | 989(+0,2%)     | 31(=)           |
| 14-07-2020 | 14-07-2020 |  | 997(+0,81%)    | 31(=)           |
| 15-07-2020 | 15-07-2020 |  | 1 009(+1,2%)   | 31(=)           |
| 16-07-2020 | 16-07-2020 |  | 1 026(+1,7%)   | 32(+3,2%)       |
| 17-07-2020 | 17-07-2020 |  | 1 037(+1,1%)   | 32(=)           |
| 18-07-2020 | 18-07-2020 |  | 1 044(+0,68%)  | 33(+3,1%)       |
| 19-07-2020 | 19-07-2020 |  | 1 054(+0,96%)  | 33(=)           |
| 20-07-2020 | 20-07-2020 |  | 1 064(+0,95%)  | 33(=)           |
| 21-07-2020 | 21-07-2020 |  | 1 096(+3%)     | 33(=)           |
| 22-07-2020 | 22-07-2020 |  | 1 117(+1,9%)   | 34(+3%)         |
| 23-07-2020 | 23-07-2020 |  | 1 141(+2,1%)   | 34(=)           |
| 24-07-2020 | 24-07-2020 |  | 1 166(+2,2%)   | 34(=)           |
| 25-07-2020 | 25-07-2020 |  | 1 174(+0,69%)  | 34(=)           |
| 26-07-2020 | 26-07-2020 |  | 1 192(+1,5%)   | 34(=)           |
| 27-07-2020 | 27-07-2020 |  | 1 202(+0,84%)  | 35(+2,9%)       |
| 28-07-2020 | 28-07-2020 |  | 1 218(+1,3%)   | 35(=)           |
| 29-07-2020 | 29-07-2020 |  | 1 237(+1,6%)   | 35(=)           |
| 30-07-2020 | 30-07-2020 |  | 1 243(+0,49%)  | 35(=)           |
| 31-07-2020 | 31-07-2020 |  | 1 264(+1,7%)   | 35(=)           |
| 01-08-2020 | 01-08-2020 |  | 1 278(+1,1%)   | 35(=)           |
| 02-08-2020 | 02-08-2020 |  | 1 286(+0,63%)  | 36(+2,9%)       |
| 03-08-2020 | 03-08-2020 |  | 1 291(+0,39%)  | 36(=)           |
| 04-08-2020 | 04-08-2020 |  | 1 300(+0,7%)   | 37(+2,8%)       |
| 05-08-2020 | 05-08-2020 |  | 1 309(+0,69%)  | 37(=)           |
| 06-08-2020 | 06-08-2020 |  | 1 318(+0,69%)  | 37(=)           |
| 07-08-2020 | 07-08-2020 |  | 1 325(+0,53%)  | 37(=)           |
| 08-08-2020 | 08-08-2020 |  | 1 335(+0,75%)  | 37(=)           |
| 09-08-2020 | 09-08-2020 |  | 1 353(+1,3%)   | 37(=)           |
| 10-08-2020 | 10-08-2020 |  | 1 364(+0,81%)  | 37(=)           |
| 11-08-2020 | 11-08-2020 |  | 1 385(+1,5%)   | 37(=)           |
| 12-08-2020 | 12-08-2020 |  | 1 393(+0,58%)  | 37(=)           |
| 13-08-2020 | 13-08-2020 |  | 1 409(+1,1%)   | 37(=)           |
| 14-08-2020 | 14-08-2020 |  | 1 421(+0,85%)  | 38(+2,7%)       |
| 15-08-2020 | 15-08-2020 |  | 1 434(+0,91%)  | 38(=)           |
| 16-08-2020 | 16-08-2020 |  | 1 440(+0,42%)  | 38(=)           |
| 17-08-2020 | 17-08-2020 |  | 1 457(+1,2%)   | 40(+5,3%)       |
| 18-08-2020 | 18-08-2020 |  | 1 485(+1,9%)   | 40(=)           |
| 19-08-2020 | 19-08-2020 |  | 1 493(+0,54%)  | 40(=)           |
| 20-08-2020 | 20-08-2020 |  | 1 506(+0,87%)  | 41(+2,5%)       |
| 21-08-2020 | 21-08-2020 |  | 1 516(+0,66%)  | 42(+2,4%)       |
| 22-08-2020 | 22-08-2020 |  | 1 521(+0,33%)  | 42(=)           |
| 23-08-2020 | 23-08-2020 |  | 1 527(+0,39%)  | 42(=)           |
| 24-08-2020 | 24-08-2020 |  | 1 533(+0,39%)  | 42(=)           |
| 25-08-2020 | 25-08-2020 |  | 1 536(+0,2%)   | 43(+2,4%)       |
| 26-08-2020 | 26-08-2020 |  | 1 543(+0,46%)  | 43(=)           |
| 27-08-2020 | 27-08-2020 |  | 1 551(+0,52%)  | 43(=)           |
| 28-08-2020 | 28-08-2020 |  | 1 556(+0,32%)  | 43(=)           |
| 29-08-2020 | 29-08-2020 |  | 1 570(+0,9%)   | 44(+2,3%)       |
| 30-08-2020 | 30-08-2020 |  | 1 585(+0,96%)  | 44(=)           |
| 31-08-2020 | 31-08-2020 |  | 1 595(+0,63%)  | 44(=)           |
| 01-09-2020 | 01-09-2020 |  | 1 611(+1%)     | 44(=)           |
| 02-09-2020 | 02-09-2020 |  | 1 626(+0,93%)  | 44(=)           |
| 03-09-2020 | 03-09-2020 |  | 1 636(+0,62%)  | 44(=)           |
| 04-09-2020 | 04-09-2020 |  | 1 653(+1%)     | 45(+2,3%)       |
| 05-09-2020 | 05-09-2020 |  | 1 669(+0,97%)  | 45(=)           |
| 06-09-2020 | 06-09-2020 |  | 1 679(+0,6%)   | 45(=)           |
| 07-09-2020 | 07-09-2020 |  | 1 693(+0,83%)  | 45(=)           |
| 08-09-2020 | 08-09-2020 |  | 1 712(+1,1%)   | 45(=)           |
| 09-09-2020 | 09-09-2020 |  | 1 741(+1,7%)   | 45(=)           |
| 10-09-2020 | 10-09-2020 |  | 1 759(+1%)     | 45(=)           |
| 11-09-2020 | 11-09-2020 |  | 1 773(+0,8%)   | 45(=)           |
| 12-09-2020 | 12-09-2020 |  | 1 780(+0,39%)  | 45(=)           |
| 13-09-2020 | 13-09-2020 |  | 1 808(+1,6%)   | 45(=)           |
| 14-09-2020 | 14-09-2020 |  | 1 812(+0,22%)  | 45(=)           |
| 15-09-2020 | 15-09-2020 |  | 1 827(+0,83%)  | 45(=)           |
| 16-09-2020 | 16-09-2020 |  | 1 856(+1,6%)   | 45(=)           |
| 17-09-2020 | 17-09-2020 |  | 1 876(+1,1%)   | 46(+2,2%)       |
| 18-09-2020 | 18-09-2020 |  | 1 890(+0,75%)  | 46(=)           |
| 19-09-2020 | 19-09-2020 |  | 1 904(+0,74%)  | 46(=)           |
| 20-09-2020 | 20-09-2020 |  | 1 917(+0,68%)  | 46(=)           |
| 21-09-2020 | 21-09-2020 |  | 1 927(+0,52%)  | 46(=)           |
| 22-09-2020 | 22-09-2020 |  | 1 934(+0,36%)  | 46(=)           |
| 23-09-2020 | 23-09-2020 |  | 1 946(+0,62%)  | 47(+2,2%)       |
| 24-09-2020 | 24-09-2020 |  | 1 959(+0,67%)  | 47(=)           |
| 25-09-2020 | 25-09-2020 |  | 1 967(+0,41%)  | 47(=)           |
| 26-09-2020 | 26-09-2020 |  | 1 998(+1,6%)   | 47(=)           |
| 27-09-2020 | 27-09-2020 |  | 2 008(+0,5%)   | 47(=)           |
| 28-09-2020 | 28-09-2020 |  | 2 010(+0,1%)   | 47(=)           |
| 29-09-2020 | 29-09-2020 |  | 2 033(+1,1%)   | 48(+2,1%)       |
| 30-09-2020 | 30-09-2020 |  | 2 046(+0,64%)  | 48(=)           |
| 01-10-2020 | 01-10-2020 |  | 2 061(+0,73%)  | 48(=)           |
| 02-10-2020 | 02-10-2020 |  | 2 097(+1,7%)   | 48(=)           |
| 03-10-2020 | 03-10-2020 |  | 2 122(+1,2%)   | 48(=)           |
| 04-10-2020 | 04-10-2020 |  | 2 145(+1,1%)   | 48(=)           |
| 05-10-2020 | 05-10-2020 |  | 2 155(+0,47%)  | 48(=)           |
| 06-10-2020 | 06-10-2020 |  | 2 177(+1%)     | 49(+2,1%)       |
| 07-10-2020 | 07-10-2020 |  | 2 206(+1,3%)   | 49(=)           |
| 08-10-2020 | 08-10-2020 |  | 2 226(+0,91%)  | 49(=)           |
| 09-10-2020 | 09-10-2020 |  | 2 251(+1,1%)   | 49(=)           |
| 10-10-2020 | 10-10-2020 |  | 2 268(+0,76%)  | 50(+2%)         |
| 11-10-2020 | 11-10-2020 |  | 2 294(+1,1%)   | 50(=)           |
| 12-10-2020 | 12-10-2020 |  | 2 313(+0,83%)  | 51(+2%)         |
| 13-10-2020 | 13-10-2020 |  | 2 337(+1%)     | 51(=)           |
| 14-10-2020 | 14-10-2020 |  | 2 388(+2,2%)   | 51(=)           |
| 15-10-2020 | 15-10-2020 |  | 2 417(+1,2%)   | 51(=)           |
| 16-10-2020 | 16-10-2020 |  | 2 450(+1,4%)   | 51(=)           |
| 17-10-2020 | 17-10-2020 |  | 2 501(+2,1%)   | 51(=)           |
| 18-10-2020 | 18-10-2020 |  | 2 531(+1,2%)   | 51(=)           |
| 19-10-2020 | 19-10-2020 |  | 2 560(+1,1%)   | 51(=)           |
| 20-10-2020 | 20-10-2020 |  | 2 623(+2,5%)   | 52(+2%)         |
| 21-10-2020 | 21-10-2020 |  | 2 663(+1,5%)   | 53(+1,9%)       |
| 22-10-2020 | 22-10-2020 |  | 2 701(+1,4%)   | 53(=)           |
| 23-10-2020 | 23-10-2020 |  | 2 759(+2,1%)   | 53(=)           |
| 24-10-2020 | 24-10-2020 |  | 2 807(+1,7%)   | 53(=)           |
| 25-10-2020 | 25-10-2020 |  | 2 851(+1,6%)   | 53(=)           |
| 26-10-2020 | 26-10-2020 |  | 2 872(+0,74%)  | 54(+1,9%)       |
| 27-10-2020 | 27-10-2020 |  | 2 916(+1,5%)   | 54(=)           |
| 28-10-2020 | 28-10-2020 |  | 2 981(+2,2%)   | 55(+1,9%)       |
| 29-10-2020 | 29-10-2020 |  | 3 044(+2,1%)   | 57(+3,6%)       |
| 30-10-2020 | 30-10-2020 |  | 3 082(+1,2%)   | 58(+1,8%)       |
| 31-10-2020 | 31-10-2020 |  | 3 124(+1,4%)   | 58(=)           |
| 01-11-2020 | 01-11-2020 |  | 3 149(+0,8%)   | 59(+1,7%)       |
| 02-11-2020 | 02-11-2020 |  | 3 165(+0,51%)  | 60(+1,7%)       |
| 03-11-2020 | 03-11-2020 |  | 3 196(+0,98%)  | 61(+1,7%)       |
| 04-11-2020 | 04-11-2020 |  | 3 245(+1,5%)   | 61(=)           |
| 05-11-2020 | 05-11-2020 |  | 3 309(+2%)     | 61(=)           |
| 06-11-2020 | 06-11-2020 |  | 3 370(+1,8%)   | 61(=)           |
| 07-11-2020 | 07-11-2020 |  | 3 441(+2,1%)   | 61(=)           |
| 08-11-2020 | 08-11-2020 |  | 3 514(+2,1%)   | 62(+1,6%)       |
| 09-11-2020 | 09-11-2020 |  | 3 560(+1,3%)   | 62(=)           |
| 10-11-2020 | 10-11-2020 |  | 3 620(+1,7%)   | 62(=)           |
| 11-11-2020 | 11-11-2020 |  | 3 700(+2,2%)   | 63(+1,6%)       |
| 12-11-2020 | 12-11-2020 |  | 3 795(+2,6%)   | 63(=)           |
| 13-11-2020 | 13-11-2020 |  | 3 883(+2,3%)   | 64(+1,6%)       |
| 14-11-2020 | 14-11-2020 |  | 3 957(+1,9%)   | 64(=)           |
| 15-11-2020 | 15-11-2020 |  | 4 030(+1,8%)   | 65(+1,6%)       |
| 16-11-2020 | 16-11-2020 |  | 4 104(+1,8%)   | 67(+3,1%)       |
| 17-11-2020 | 17-11-2020 |  | 4 208(+2,5%)   | 68(+1,5%)       |
| 18-11-2020 | 18-11-2020 |  | 4 296(+2,1%)   | 68(=)           |
| 19-11-2020 | 19-11-2020 |  | 4 377(+1,9%)   | 69(+1,5%)       |
| 20-11-2020 | 20-11-2020 |  | 4 477(+2,3%)   | 69(=)           |
| 21-11-2020 | 21-11-2020 |  | 4 564(+1,9%)   | 69(=)           |
| 22-11-2020 | 22-11-2020 |  | 4 699(+3%)     | 71(+2,9%)       |
| 23-11-2020 | 23-11-2020 |  | 4 763(+1,4%)   | 71(=)           |
| 24-11-2020 | 24-11-2020 |  | 4 870(+2,2%)   | 72(+1,4%)       |
| 25-11-2020 | 25-11-2020 |  | 4 988(+2,4%)   | 73(+1,4%)       |
| 26-11-2020 | 26-11-2020 |  | 5 117(+2,6%)   | 73(=)           |
| 27-11-2020 | 27-11-2020 |  | 5 303(+3,6%)   | 74(+1,4%)       |
| 28-11-2020 | 28-11-2020 |  | 5 511(+3,9%)   | 75(+1,4%)       |
| 29-11-2020 | 29-11-2020 |  | 5 716(+3,7%)   | 76(+1,3%)       |
| 30-11-2020 | 30-11-2020 |  | 5 857(+2,5%)   | 77(+1,3%)       |
| 01-12-2020 | 01-12-2020 |  | 6 024(+2,9%)   | 78(+1,3%)       |
| 02-12-2020 | 02-12-2020 |  | 6 225(+3,3%)   | 80(+2,6%)       |
| 03-12-2020 | 03-12-2020 |  | 6 455(+3,7%)   | 80(=)           |
| 04-12-2020 | 04-12-2020 |  | 6 731(+4,3%)   | 80(=)           |
| 05-12-2020 | 05-12-2020 |  | 6 965(+3,5%)   | 81(+1,2%)       |
| 06-12-2020 | 06-12-2020 |  | 7 303(+4,9%)   | 82(+1,2%)       |
| 07-12-2020 | 07-12-2020 |  | 7 505(+2,8%)   | 83(+1,2%)       |
| 08-12-2020 | 08-12-2020 |  | 7 806(+4%)     | 86(+3,6%)       |
| 09-12-2020 | 09-12-2020 |  | 8 104(+3,8%)   | 87(+1,2%)       |
| 10-12-2020 | 10-12-2020 |  | 8 487(+4,7%)   | 90(+3,4%)       |
| 11-12-2020 | 11-12-2020 |  | 8 849(+4,3%)   | 90(=)           |
| 12-12-2020 | 12-12-2020 |  | 9 180(+3,7%)   | 91(+1,1%)       |
| 13-12-2020 | 13-12-2020 |  | 9 708(+5,8%)   | 92(+1,1%)       |
| 14-12-2020 | 14-12-2020 |  | 10 029(+3,3%)  | 95(+3,3%)       |
| 15-12-2020 | 15-12-2020 |  | 10 418(+3,9%)  | 98(+3,2%)       |
| 16-12-2020 | 16-12-2020 |  | 10 893(+4,6%)  | 102(+4,1%)      |
| 17-12-2020 | 17-12-2020 |  | 11 436(+5%)    | 105(+2,9%)      |
| 18-12-2020 | 18-12-2020 |  | 11 950(+4,5%)  | 109(+3,8%)      |
| 19-12-2020 | 19-12-2020 |  | 12 557(+5,1%)  | 114(+4,6%)      |
| 20-12-2020 | 20-12-2020 |  | 13 048(+3,9%)  | 119(+4,4%)      |
| 21-12-2020 | 21-12-2020 |  | 13 477(+3,3%)  | 119(=)          |
| 22-12-2020 | 22-12-2020 |  | 14 001(+3,9%)  | 120(+0,84%)     |
| 23-12-2020 | 23-12-2020 |  | 14 710(+5,1%)  | 128(+6,7%)      |
| 24-12-2020 | 24-12-2020 |  | 15 457(+5,1%)  | 135(+5,5%)      |
| 25-12-2020 | 25-12-2020 |  | 15 848(+2,5%)  | 143(+5,9%)      |
| 26-12-2020 | 26-12-2020 |  | 16 218(+2,3%)  | 147(+2,8%)      |
| 27-12-2020 | 27-12-2020 |  | 16 728(+3,1%)  | 158(+7,5%)      |
| 28-12-2020 | 28-12-2020 |  | 17 306(+3,5%)  | 160(+1,3%)      |
| 29-12-2020 | 29-12-2020 |  | 17 962(+3,8%)  | 168(+5%)        |
| 30-12-2020 | 30-12-2020 |  | 18 480(+2,9%)  | 174(+3,6%)      |
| 31-12-2020 | 31-12-2020 |  | 19 119(+3,5%)  | 181(+4%)        |
| 01-01-2021 | 01-01-2021 |  | 19 753(+3,3%)  | 193(+6,6%)      |
| 02-01-2021 | 02-01-2021 |  | 20 275(+2,6%)  | 201(+4,1%)      |
| Fonte: - Ministero della sanità pubblica dell'Uruguay La diminuzione dei casi del 12 aprile 2020 è dovuta al fatto che in precedenza i test positivi venivano contati come casi confermati, sebbene alcuni casi confermati fossero stati ritestati. Ma dal 12 aprile 2020, i casi confermati vengono esaminati separatamente dai test positivi. |            |  |                |                 |

## Risposta del governo
Dopo la conferma dei primi casi, sono state introdotte varie misure: sono stati cancellati gli spettacoli con il pubblico e sono stati chiusi alcuni luoghi pubblici. Il sindacato "Gremial Única del Taxi" ha chiesto ai passeggeri di non sedersi più davanti ai taxi. Il Broad Front ha temporaneamente sospeso la campagna politica e la candidata della Coalizione Multicolore Laura Raffo ha dichiarato che avrebbe sospeso gli eventi della campagna organizzati in spazi chiusi. I cinema hanno iniziato a richiedere ai clienti di sedersi lasciando un posto vuoto tra di loro. I vescovi cattolici hanno apportato alcune modifiche alle cerimonie. I centri commerciali sono stati chiusi il 17 marzo 2020. Il 18 marzo El País ha riferito che il ministro Jorge Larrañaga ha consigliato ai residenti di rimanere a casa il più possibile.
Il 13 marzo 2020 l'Università della Repubblica ha annullato le lezioni, e successivamente ha annunciato piani per apprendimento a distanza per il resto del semestre. Sabato 14 marzo il governo ha annunciato una sospensione di due settimane delle lezioni nelle scuole pubbliche e private. Le scuole dovevano rimanere aperte per fornire i pasti agli studenti, ma senza lezioni. La sospensione delle lezioni è stata successivamente prorogata al 13 aprile, ed in seguito prorogata a tempo indeterminato. Gli studenti sono passati alle lezioni online usando i computer e gli strumenti online che erano già stati istituiti attraverso il Plan Ceibal. Le scuole private che non utilizzavano Ceibal hanno iniziato ad utilizzare Zoom, Webex, WhatsApp, Google Classroom e Moodle.
Il 16 marzo, il governo ha emesso un ordine di chiusura di tutti i valichi di frontiera tranne l'Aeroporto Internazionale di Carrasco. Il confine con l'Argentina è stato chiuso a partire dal 17 marzo a mezzanotte. La chiusura riguardava sia i viaggi fluviali che quelli aerei. Il presidente Luis Lacalle Pou ha affermato che l'idea di chiudere il confine con il Brasile era "un po' più complessa", perché si tratta di un confine di terra asciutta e molte persone che vivono vicino al confine vivono una "vita binazionale". Lacalle Pou ha consigliato alle persone di età superiore ai 65 anni di rimanere a casa. I voli dagli Stati Uniti sono stati sospesi a partire dal 18 marzo, e dall'Europa a partire dal 20 marzo a mezzanotte (00:00), momento in cui l'aeroporto doveva chiudere.
Il governo ha raccomandato ai cittadini di lavorare da casa e di non viaggiare, e ha introdotto un servizio gratuito di consulenza medica per telefono. Per liberare i letti negli ospedali, è stato possibile riprogrammare gli interventi chirurgici. Il Ministero degli Interni ha annunciato che gli agenti di pattuglia avrebbero circolato con altoparlanti chiedendo ai cittadini di non incontrarsi in grandi gruppi. Nelle carceri e nelle attività per i detenuti soggetti a restrizioni sono stati introdotti controlli della temperatura corporea.
Il 17 marzo, il Ministero dell'Economia e delle Finanze ha pubblicato un elenco con i prezzi dei prodotti, come gel a base di alcool, alcool rettificato, e mascherine chirurgiche, al fine di evitare truffe sui prezzi. L'elenco indicava i luoghi in cui i prodotti potevano essere acquistati e i loro prezzi in ciascun punto di vendita.
Il 18 marzo il governo ha affermato che "tutto è pronto", compresa la possibilità di una "quarantena generale", per affrontare il virus. In seguito alle migliaia di richieste di indennità di disoccupazione, il governo ha annunciato sussidi e altre misure per attenuare l'impatto economico della pandemia.
Il Sindicato Médico del Uruguay ha richiesto una quarantena generale, la chiusura di tutte le attività e le attività non essenziali. A partire dal 19 marzo, questa possibilità era stata discussa dal governo ma non era stata implementata a causa delle preoccupazioni sui suoi effetti economici.
Alla fine marzo, il governo ha chiuso i confini dell'Uruguay ai turisti stranieri, con l'eccezione dei residenti uruguaiani, dei passeggeri in transito e delle città al confine con il Brasile.
Il 30 marzo, il governo ha annunciato che dal 1º al 12 aprile sarebbero state prese misure per limitare i movimenti all'interno del paese in vista della "Settimana del turismo" (il termine uruguaiano per la Settimana Santa). Ai residenti è stato consigliato di non usare camper o di viaggiare con armi da caccia. Ai cittadini è stato consigliato di rimanere a casa ed evitare di recarsi in luoghi pubblici o campeggi, che sono stati chiusi.

## Impatto socioeconomico
Le richieste di disoccupazione sono aumentate notevolmente a metà marzo, ma sono leggermente diminuite alla fine del mese, per poi aumentare nuovamente all'inizio di aprile. Nel mese di marzo sono state registrate 86.000 domande di disoccupazione, mentre in un mese medio vede circa 11.000. La maggior parte (circa l'85%) delle richieste era dovuta al lockdown e solo il 3% era dovuto a licenziamenti.
All'inizio di aprile, l'utilizzo di Internet da casa era aumentato del 32% e l'uso da dispositivo mobile era aumentato del 44%, secondo la società statale di telecomunicazioni Antel.

## Statistiche
| Dipartimento   | Casi Confermati | Guariti | Decessi |
| -------------- | --------------- | ------- | ------- |
| Montevideo     | 147,573         | 129,279 | 2,285   |
| Canelones      | 45,411          | 39,510  | 539     |
| Rivera         | 11,954          | 11,349  | 186     |
| Salto          | 11,942          | 9,762   | 202     |
| Maldonado      | 11,853          | 9,691   | 134     |
| San José       | 10,104          | 8,629   | 113     |
| Tacuarembó     | 9,537           | 8,156   | 123     |
| Paysandú       | 8,251           | 6,444   | 106     |
| Colonia        | 7,862           | 6,613   | 113     |
| Cerro Largo    | 7,752           | 7,074   | 133     |
| Artigas        | 7,157           | 6,274   | 96      |
| Soriano        | 5,955           | 4,976   | 135     |
| Río Negro      | 5,253           | 4,670   | 113     |
| Florida        | 4,587           | 4,005   | 55      |
| Durazno        | 3,618           | 3,165   | 61      |
| Rocha          | 3,253           | 2,766   | 43      |
| Treinta y Tres | 2,875           | 2,559   | 51      |
| Lavalleja      | 2,526           | 2,100   | 19      |
| Flores         | 1,027           | 754     | 9       |
| Totale         | 308,490         | 267,776 | 4,516   |